# Which? (film 1913)
Which? è un cortometraggio muto del 1913 diretto da James Lackaye.

## Produzione
Il film fu prodotto dalla Vitagraph Company of America.

## Distribuzione
Distribuito dalla General Film Company, il film - un cortometraggio in una bobina - uscì nelle sale cinematografiche statunitensi il 30 settembre 1913.